# Олимпия (сад)
«Оли́мпия» — сад в Санкт-Петербурге, расположенный между Московским, Клинским, Малодетскосельским проспектами и Батайским переулком.

## История
На месте сада «Олимпия» находились давший ему название кинотеатр «Олимпия» (построен в 1914 году, арх. Б. М. Кишкин) и Клинский рынок (с 1924 года). При рынке в 1930-е годы организовали колхозную ярмарку. Во время Великой Отечественной войны в январе 1942 года рынок и кинотеатр сгорели после бомбардировки.
Сад «Олимпия» был разбит в 1946—1947 году. Проект перепланировки участка разработали архитекторы В. А. Каменский и Г. Л. Ашрапян. Первоначально саду было присвоено имя А. С. Грибоедова, но это название не прижилось.

## Планировка
Площадь сада составляет 6 гектаров.
В 1948 году те же архитекторы, что работали над перепланировкой сада, создали вокруг него ограду на цоколе из белого путиловского камня. В саду, спланированном в регулярно-пейзажном стиле, были высажены 16 пород деревьев и 10 пород кустарников.
В 2000-х годах прямо на территории сада были возведены гипермаркет «М.Видео» и гостиница Sokos.